# Bronisław Kulesza (ur. 1869)
Bronisław Kulesza, także Bronisław Kuleszo (ur. 1869 na Wileńszczyźnie, zm. po 1985) – polski polityk i rolnik z Wileńszczyzny, poseł na Sejm Litwy Środkowej oraz na Sejm Ustawodawczy w 1922.

## Życiorys
Pracował jako rolnik w folwarku Dauksze, gmina Niemenczyn. 8 stycznia 1922 został wybrany posłem na Sejm Litwy Środkowej, reprezentując w nim okręg VII (Wilno – powiat północ). Należał do Klubu Rad Ludowych. Pracował w Komisji Regulaminowej. W tym samym roku (również z ramienia Rad Ludowych) zasiadał w Sejmie Ustawodawczym. Prawdopodobnie był prezesem Kasy Stefczyka w Sużanach. Pracował we własnym gospodarstwie rolnym, w 1950 zmuszony do wstąpienia do kołchozu „Gieroj Truda” (włączonego później do sowchozu Daniłowo).
Był żonaty z Heleną z domu Danilewiczówną. Miał synów: Czesława, Henryka, Krzysztofa i Michała oraz córkę Felicję.